# تشاينا ريزورسيز
شركة الموارد الصينية القابضة المحدودة ( Chinese )، أو إختصاراً ببساطة (تشاينا ريزورسيز) ، هي مجموعة صينية مملوكة للدولة تمتلك مجموعة متنوعة من الشركات في هونغ كونغ والبر الرئيسي للصين . تستخدم بعض الشركات التابعة لها الاسم في شكل اختصار (سي أر سي) .

## أنظر أيضاً
- الصين لموارد البيرة
- سي آر فانجارد
- الصين لموارد الطاقة
- الصين للموارد الأرضية
- تشاينا ريسورسيز غاز (تم بيع شركة سي آر بتروليوم المحدودة لشركة سينوبك 2007)
- الصين لموارد الاسمنت
- برج الموارد الصينية
- الصين لموارد المشروبات
- شركة الصين للموارد الكحولية
- نج فونج هونج